# Ceaux-en-Loudun
Ceaux-en-Loudun is een gemeente in het Franse departement Vienne (regio Nouvelle-Aquitaine) en telt 579 inwoners (1999). De plaats maakt deel uit van het arrondissement Châtellerault.

## Geschiedenis
De gemeente werd aan het einde van de achttiende eeuw opgericht als Ceaux. In 1829 werd het grondgebied uitgebreid met de voormalige gemeente Joué. In 1858 werd de naam van de gemeente gewijzigd in Ceaux-en-Loudun.

## Geografie
De oppervlakte van Ceaux-en-Loudun bedraagt 28,4 km², de bevolkingsdichtheid is 20,4 inwoners per km².
De onderstaande kaart toont de ligging van Ceaux-en-Loudun met de belangrijkste infrastructuur en aangrenzende gemeenten.

## Demografie
Onderstaande figuur toont het verloop van het inwonertal (bron: INSEE-tellingen).